# Мараховський Олександр Григорович
Олекса́ндр Григо́рович Марахо́вський — молодший сержант Збройних сил України, учасник російсько-української війни.
Станом на березень 2017 року — відповідальний виконавець, Коломацький районний військовий комісаріат. Проживає в Чутовому.

## Нагороди та вшанування
- Указом Президента України № 750/2019 від 14 жовтня 2019 року за «особисту мужність і самовідданість, виявлені під час бойових дій, зразкове виконання військового обов'язку» нагороджений орденом «За мужність» III ступеня[2].